# Raïon de Sarny
Le raïon de Sarny (en ukrainien : Сарненський район) est un raïon (district) dans l'oblast de Rivne en Ukraine.

## Lieux d'intérêt

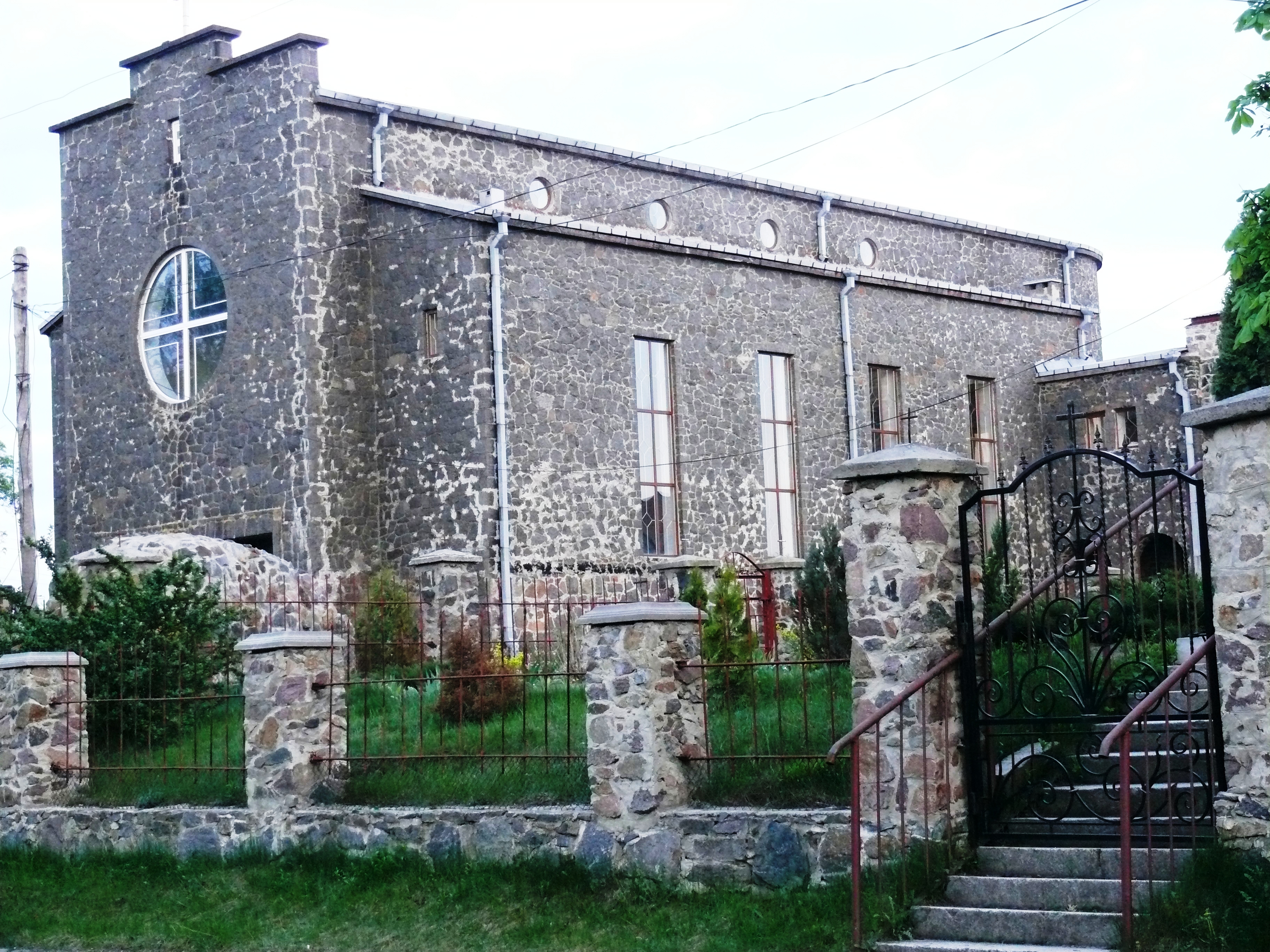
Eglise de la Transfiguration, classée[1],
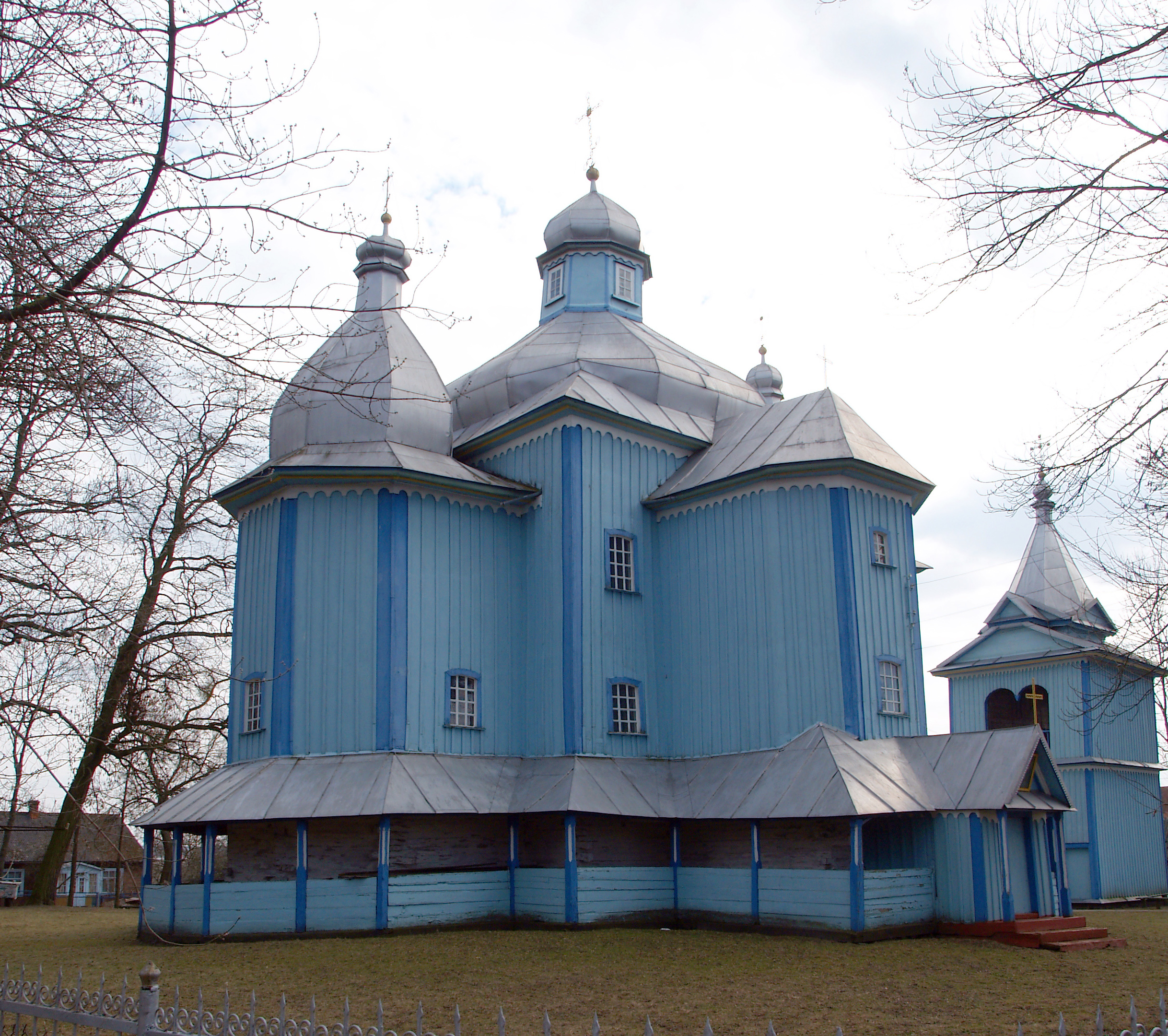
église de la Trinité à Stepan, classée[2],
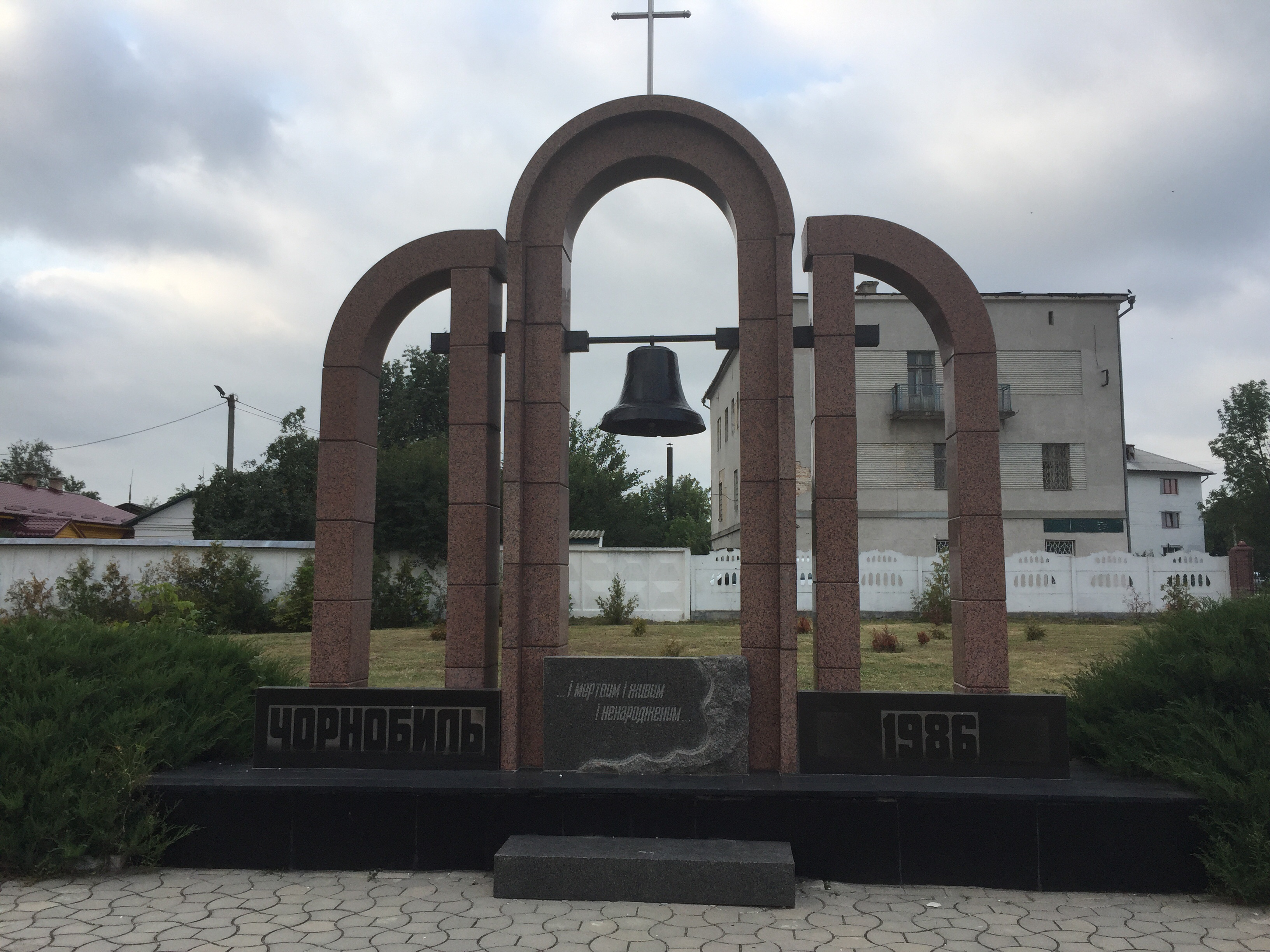
monument aux victimes de Tchernobyl , classé[3],
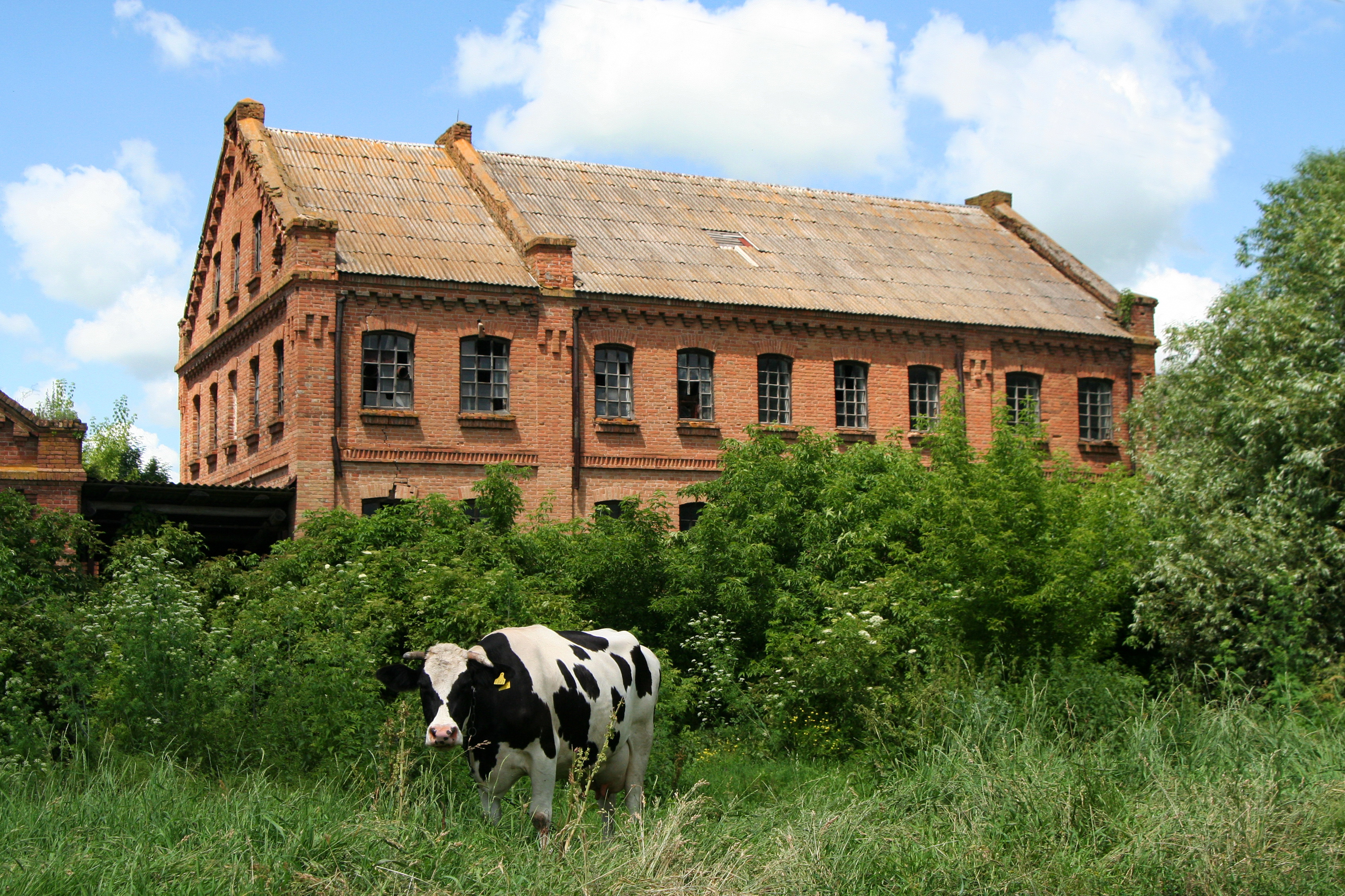
moulin, classé[4],
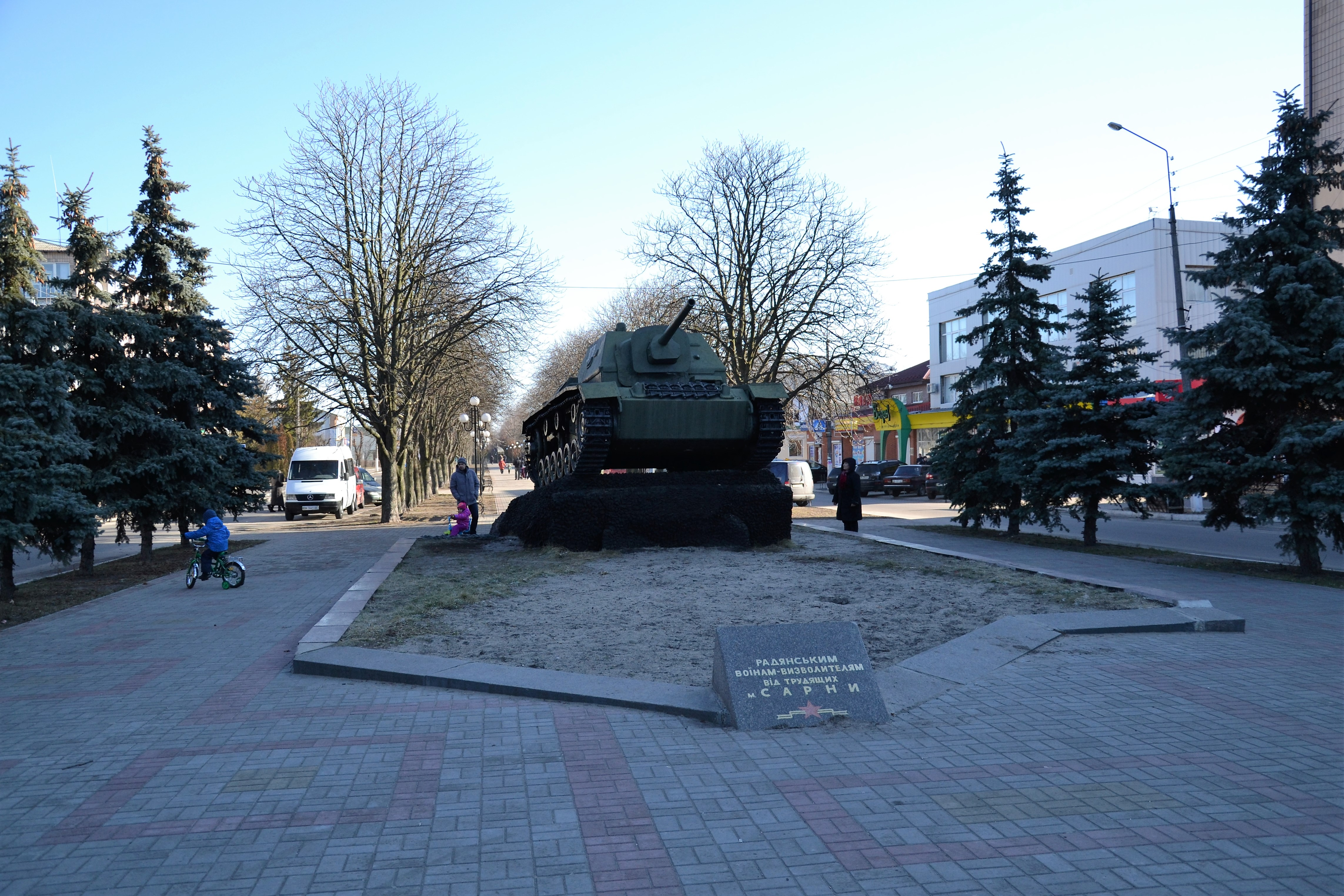
place de la Victoire, classée[5].